# 本吉苏·埃尔切廷
本吉苏·埃尔切廷（土耳其語：Bengisu Erçetin，2001年1月1日—），土耳其女子羽毛球運動員。在青年期，她曾与娜兹勒詹·因吉赢得2018年欧青赛女双冠军（2018年）。此外，她还与搭档娜兹勒詹·因吉赢得第十八届地中海運動會女双亚军。

## 簡歷

### 2017年 國際系列賽首冠
2017年5月，本吉苏·埃尔切廷與娜兹勒詹·因吉出戰斯洛文尼亞羽毛球國際賽，在女双準决赛以0比2（18-21、10-21）不敌赛会2号种子、俄罗斯强档的奥尔佳·阿尔汉格尔斯卡亚/纳塔莉亚·罗戈娃。同年8月，她与娜兹勒詹·因吉出戰保加利亞羽毛球公開賽，在女双决赛以0比2（16-21、12-21）不敌赛会头号种子、东道主强档的加夫列拉·斯托伊娃/斯蒂法尼·斯托伊娃，赢得亚军。同年8月，她与娜兹勒詹·因吉出戰捷克羽毛球公開賽，在女双决赛以1比2（26-24、22-24、19-21）不敌队友的奥兹格·巴伊拉克/杰姆雷·费拉，赢得亚军。同年9月，她与娜兹勒詹·因吉出戰捷克羽毛球公開賽，在女双準决赛以0比2（18-21、10-21）不敌赛会头号种子、英格兰强档的劳伦·史密斯/莎拉·沃克。同年12月，她与娜兹勒詹·因吉出戰土耳其羽毛球國際賽，在女双决赛以2比0（21-13、21-18）击败了赛会4号种子、赢得本土赛事女双冠军，亦是她首个國際系列賽女双冠军。

### 2018年 欧青赛女双夺冠
2018年5月，本吉苏·埃尔切廷廷與娜兹勒詹·因吉出戰斯洛文尼亞羽毛球國際賽，在女双决赛以2比0（23-21、21-19）击败了德国强档的伊娃·詹森斯/斯泰恩·苏珊·库斯佩特，赢得國際系列賽女双冠军。同年6月，她代表土耳其参加西班牙塔拉戈纳举办的地中海運動會羽毛球比賽，与搭档的娜兹勒詹·因吉赢得地中海运动会女子双打银牌得主。同年8月，她与娜兹勒詹·因吉出戰保加利亞羽毛球公開賽，在女双準决赛以0比2（16-21、16-21）不敌赛会3号种子、歐青赛亚军的阿美莱·马厄隆/弗利亚·拉文。同年9月，她与納茲利贊·因吉出戰捷克羽毛球公開賽，在女双準决赛以0比2（10-21、8-21）不敌英格兰强档的克洛伊·比尔切/劳伦·史密斯。同期9月，她代表土耳其参加爱沙尼亚塔林举办的歐洲青年羽毛球錦標賽，与青年期娜兹勒詹·因吉的女双决赛以2比1（14-21、21-17、21-17）逆转了赛会头号种子、丹麦强档的阿美莱·马厄隆/弗利亚·拉文，成为了有史以来第一支赢得欧青赛女双冠军的土耳其组合。同年11月，她与娜兹勒詹·因吉出戰匈牙利羽毛球國際賽，在女双準决赛以0比2（17-21、14-21）不敌赛会头号种子、俄罗斯强档的叶卡捷琳娜·博洛托娃/艾莉娜·达夫列托娃。同年12月，她与娜兹勒詹·因吉出戰土耳其羽毛球國際賽，在女双準决赛以0比2（14-21、19-21）不敌印尼强档的妮塔·维奥莉娜·马瓦尔/普特里·塞娅卡，错失卫冕。

### 2019年
2019年2月，本吉苏·埃尔切廷與娜兹勒詹·因吉出戰伊朗羽毛球國際挑戰賽，在女双决赛以0比2（17-21、18-21）不敌印尼强档的妮塔·维奥莉娜·马瓦尔/普特里·塞娅卡，赢得亚军。

## 主要比賽成績
只列出曾進入準決賽的國際賽事成績：
| 年份   | 賽事                     | 公開賽級別 | 項目     | 拍檔          | 成績   |
| ------ | ------------------------ | ---------- | -------- | ------------- | ------ |
| 2017年 | 斯洛文尼亞羽毛球國際賽   | 國際系列賽 | 女子雙打 | 娜兹勒詹·因吉 | 準決賽 |
| 2017年 | 保加利亞羽毛球公開賽     | 國際系列賽 | 女子雙打 | 娜兹勒詹·因吉 | 亞軍   |
| 2017年 | 希臘羽毛球公開賽         | 國際系列賽 | 女子雙打 | 娜兹勒詹·因吉 | 亞軍   |
| 2017年 | 捷克羽毛球公開賽         | 國際挑戰賽 | 女子雙打 | 娜兹勒詹·因吉 | 準決賽 |
| 2017年 | 土耳其羽毛球國際賽       | 國際系列賽 | 女子雙打 | 娜兹勒詹·因吉 | 冠軍   |
| 2018年 | 斯洛文尼亞羽毛球國際賽   | 國際系列賽 | 女子雙打 | 娜兹勒詹·因吉 | 冠軍   |
| 2018年 | 地中海運動會羽毛球比賽   | 其他       | 女子雙打 | 娜兹勒詹·因吉 | 銀牌   |
| 2018年 | 保加利亞羽毛球公開賽     | 國際系列賽 | 女子雙打 | 娜兹勒詹·因吉 | 準決賽 |
| 2018年 | 捷克羽毛球公開賽         | 國際挑戰賽 | 女子雙打 | 納茲利贊·因吉 | 準決賽 |
| 2018年 | 歐洲青年羽毛球錦標賽     | 其他       | 女子雙打 | 娜兹勒詹·因吉 | 冠軍   |
| 2018年 | 匈牙利羽毛球國際賽       | 國際挑戰賽 | 女子雙打 | 娜兹勒詹·因吉 | 準決賽 |
| 2018年 | 土耳其羽毛球國際賽       | 國際系列賽 | 女子雙打 | 娜兹勒詹·因吉 | 準決賽 |
| 2019年 | 伊朗羽毛球國際挑戰賽     | 國際挑戰賽 | 女子雙打 | 娜兹勒詹·因吉 | 亞軍   |
| 2019年 | 拉各斯羽毛球國際經典賽   | 國際挑戰賽 | 女子雙打 | 娜兹勒詹·因吉 | 亞軍   |
| 2019年 | 保加利亞羽毛球公開賽     | 國際系列賽 | 女子雙打 | 娜兹勒詹·因吉 | 冠軍   |
| 2019年 | 哈爾科夫羽毛球國際賽     | 國際挑戰賽 | 女子雙打 | 娜兹勒詹·因吉 | 準決賽 |
| 2019年 | 匈牙利羽毛球國際賽       | 國際挑戰賽 | 女子雙打 | 娜兹勒詹·因吉 | 準決賽 |
| 2019年 | 土耳其羽毛球公開賽       | 國際系列賽 | 女子雙打 | 娜兹勒詹·因吉 | 冠軍   |
| 2020年 | 奧地利羽毛球公開賽       | 國際挑戰賽 | 女子雙打 | 娜兹勒詹·因吉 | 亞軍   |
| 2021年 | 波蘭羽毛球公開賽         | 國際挑戰賽 | 女子雙打 | 娜兹勒詹·因吉 | 冠軍   |
| 2023年 | 葡萄牙羽毛球國際賽       | 國際系列賽 | 女子雙打 | 娜兹勒詹·因吉 | 冠軍   |
| 2023年 | 盧森堡羽毛球公開賽       | 國際系列賽 | 女子雙打 | 娜兹勒詹·因吉 | 準決賽 |
| 2023年 | 瑞典羽毛球公開賽         | 國際系列賽 | 女子雙打 | 娜兹勒詹·因吉 | 準決賽 |
| 2023年 | 波恩羽毛球國際賽         | 未來系列賽 | 女子雙打 | 娜兹勒詹·因吉 | 冠軍   |
| 2023年 | 新亞奎丹羽毛球未來系列賽 | 未來系列賽 | 女子雙打 | 娜兹勒詹·因吉 | 冠軍   |
| 2023年 | 比利時羽毛球國際賽       | 國際挑戰賽 | 女子雙打 | 娜兹勒詹·因吉 | 準決賽 |
| 2023年 | 波蘭羽毛球國際賽         | 國際系列賽 | 女子雙打 | 娜兹勒詹·因吉 | 冠軍   |
| 2023年 | 荷蘭羽毛球公開賽         | 國際挑戰賽 | 女子雙打 | 娜兹勒詹·因吉 | 準決賽 |
| 2024年 | 愛沙尼亞羽毛球國際賽     | 國際系列賽 | 女子雙打 | 娜兹勒詹·因吉 | 冠軍   |
| 2024年 | 歐洲羽毛球錦標賽         | 其他       | 女子雙打 | 娜兹勒詹·因吉 | 季軍   |
| 2024年 | 土耳其羽毛球國際挑戰賽   | 國際挑戰賽 | 女子雙打 | 娜兹勒詹·因吉 | 準決賽 |
| 2025年 | 瑞典羽毛球公開賽         | 國際系列賽 | 女子雙打 | 娜兹勒詹·因吉 | 冠軍   |
| 2025年 | 伊朗羽毛球國際挑戰賽     | 國際挑戰賽 | 女子雙打 | 娜兹勒詹·因吉 | 亞軍   |
| 2025年 | 意大利羽毛球公開賽       | 國際系列賽 | 女子雙打 | 娜兹勒詹·因吉 | 亞軍   |

| 2007-2017年 | 首要超級賽 | 超級賽 | 黃金大獎賽 | 大獎賽 | 國際挑戰賽 | 國際系列賽 | 未來系列賽 | 其他 |

| 2018-2026年 | 總決賽 | 超級1000賽 | 超級750賽 | 超級500賽 | 超級300賽 | 超級100賽 | 國際挑戰賽 | 國際系列賽 | 未來系列賽 | 其他 |

### 奧運會和世錦賽參賽紀錄
|          | 搭檔          | 2018 | 2019 | 2020 | 2021 |
| -------- | ------------- | ---- | ---- | ---- | ---- |
| 女子雙打 | 娜兹勒詹·因吉 | 32強 | 48強 | －   | 32強 |